# Eine Dubarry von heute
Eine Dubarry von heute is een Duitse dramafilm uit 1927 onder regie van Alexander Korda. Destijds werd de film in Nederland uitgebracht onder de titel Een moderne Dubarry.

## Verhaal
De knappe Toinette wordt van een zelfmoordpoging gered door de schilder Sillon. Hij stelt haar voor aan een Parijse modeontwerper, die haar werk bezorgt als mannequin. In Parijs leert ze de verbannen koning Sandor van Astorra kennen, die meteen verliefd wordt op haar. Koning Sandor is van de troon verdreven door generaal Padilla en zoekt financiële steun bij de miljardair Cornelius Corbett. Ook die miljardair valt echter ogenblikkelijk voor de charmes van Toinette. Hij wil koning Sandor het geld lenen in ruil voor de hand van Toinette. Koning Sandor weigert en keert samen met Toinette terug naar zijn vaderland. Corbett financiert uit wraak de staatsgreep van generaal Padilla en Sandor en Toinette belanden daardoor in de gevangenis. Omdat het geweten van Corbett begint te knagen, regelt hij de vrijlating van het stel.

## Rolverdeling
| Acteur            | Personage                    |
| ----------------- | ---------------------------- |
| María Corda       | Toinette                     |
| Alfred Abel       | Sillon                       |
| Friedrich Kayßler | Cornelius Corbett            |
| Gyula Szoreghy    | Generaal Padilla             |
| Jean Bradin       | Koning Sandor                |
| Hans Albers       | Eerste geliefde van Toinette |
| Alfred Gerasch    | Graaf Rabbatz                |
| Albert Paulig     | Clairet                      |
| Hans Wassmann     | Schouwburgdirecteur          |
| Karl Platen       | Bediende                     |
| Eugen Burg        | Levaseur                     |
| Marlene Dietrich  | Kokotte                      |
| Hilde Radney      | Juliette                     |
| Julia Serda       | Tante Julie                  |
| Hedwig Wangel     | Rosalie                      |